# Championnat du Tadjikistan de football 2017
Navigation
Saison précédente Saison suivante
La saison 2017 du Championnat du Tadjikistan de football est la 26e édition de la première division au Tadjikistan. La compétition regroupe huit clubs, qui s'affrontent trois fois, à domicile et à l'extérieur. À l'issue de la saison, le dernier est relégué tandis que l'avant-dernier doit disputer un barrage de promotion-relégation face au vice-champion de deuxième division.
C'est Istiqlol Douchanbé, triple tenant du titre, qui remporte à nouveau la compétition cette saison après avoir terminé invaincu en tête du classement final, avec dix-huit points d'avance sur le FK Khodjent et vingt-et-un sur le SSKA Pamir Douchanbé. C'est le sixième titre de champion du Tadjikistan de l'histoire du club, qui manque le doublé en s'inclinant en finale de la Coupe du Tadjikistan face à son dauphin.
Avant le début de la saison, plusieurs équipes se retirent du championnat : Parvoz Bobojon Ghafurov , Khayr Vahdat et Ravshan Kulob alors que des deux promus, seul Pandzhsher Balkh confirme son engagement. Par conséquent, il n'y a que huit clubs inscrits en première division cette saison.

## Les clubs participants
- Khosilot Farkhor
- Istiqlol Douchanbé
- Regar-TadAZ Tursunzoda
- FK Khodjent
- Vakhsh Qurghonteppa
- Barki Tadjik Douchanbé
- SSKA Pamir Douchanbé
- Pandzhsher Balkh - Promu de D2

## Compétition
Le barème de points servant à établir le classement se décompose ainsi :
- Victoire : 3 points
- Match nul : 1 point
- Défaite : 0 point

### Classement
| Rang | Équipe                 | Pts | J  | G  | N  | P  | Bp | Bc | Diff |
| ---- | ---------------------- | --- | -- | -- | -- | -- | -- | -- | ---- |
| 1    | Istiqlol DouchanbéT    | 55  | 21 | 17 | 4  | 0  | 64 | 14 | +50  |
| 2    | FK KhodjentC           | 37  | 21 | 11 | 4  | 6  | 44 | 22 | +22  |
| 3    | SSKA Pamir Douchanbé   | 34  | 21 | 8  | 10 | 3  | 19 | 13 | +6   |
| 4    | Regar-TadAZ Tursunzoda | 24  | 21 | 6  | 6  | 9  | 22 | 23 | -1   |
| 5    | Barki Tadjik Douchanbé | 24  | 21 | 6  | 6  | 9  | 20 | 27 | -7   |
| 6    | Vakhsh Qurghonteppa    | 22  | 21 | 5  | 7  | 9  | 17 | 28 | -11  |
| 7    | Pandzhsher BalkhP      | 19  | 21 | 5  | 4  | 12 | 25 | 48 | -23  |
| 8    | Khosilot Farkhor       | 15  | 21 | 4  | 3  | 14 | 17 | 55 | -38  |

|  | Qualification pour la Coupe de l'AFC 2018                                              |
|  | Participation au barrage de promotion-relégation                                       |
|  | Relégation directe en deuxième division                                                |
|  | T : Tenant du titre C : Vainqueur de la Coupe du Tadjikistan P : Promu de Pervaya Liga |

### Matchs
| Résultats (▼dom., ►ext.) | BTD | CPD | IST | KHO | KJD | PAN | RZD | VAK | BTD | CPD | IST | KHO | KJD | PAN | RZD | VAK |
| Barki Tadjik Douchanbé   |     | 0-0 | 0-6 | 2-1 | 1-1 | 0-1 | 0-1 | 0-0 |     |     | 0-2 | 5-1 |     | 3-3 |     |     |
| SSKA Pamir Douchanbé     | 1-0 |     | 0-4 | 1-0 | 0-0 | 1-0 | 2-0 | 1-1 | 1-0 |     |     |     | 1-0 |     | 1-1 |     |
| Istiqlol Douchanbé       | 2-2 | 3-0 |     | 8-2 | 3-0 | 2-1 | 0-0 | 2-0 |     | 2-0 |     |     | 5-4 |     | 2-0 | 1-0 |
| Khosilot Farkhor         | 0-1 | 0-4 | 0-0 |     | 2-1 | 3-2 | 1-1 | 0-0 |     | 0-4 | 1-3 |     | 0-4 |     |     | 0-2 |
| FK Khodjent              | 1-0 | 0-0 | 1-2 | 7-0 |     | 2-1 | 3-0 | 2-0 | 2-0 |     |     |     |     | 2-1 | 3-2 | 1-1 |
| Pandzhsher Balkh         | 2-3 | 0-0 | 1-6 | 0-3 | 0-5 |     | 1-0 | 6-2 |     | 1-1 | 0-5 | 2-1 |     |     |     |     |
| Regar-TadAZ Tursunzoda   | 1-2 | 0-0 | 1-1 | 0-1 | 2-1 | 1-1 |     | 1-0 | 1-0 |     |     | 3-0 |     | 6-0 |     | 0-2 |
| Vakhsh Qurghonteppa      | 0-0 | 0-0 | 1-5 | 2-0 | 1-4 | 0-1 | 2-1 |     | 0-1 | 1-1 |     |     |     | 2-1 |     |     |

#### Barrage de promotion-regétaion
L'avant-dernier de première division, Pandzhsher Balkh, affronte le vice-champion de deuxième division, Eshata, pour déterminer l'équipe participant au championnat la saison prochaine. Le barrage prend la forme d'une confrontation en matchs aller-retour.
| Équipe 1    | Résultat | Équipe 2         | Aller | Retour |
| ----------- | -------- | ---------------- | ----- | ------ |
| Eshata (D2) | 3 - 4    | Pandzhsher Balkh | 1 - 1 | 2 - 3  |

- Les deux clubs se maintiennent au sein de leur championnat respectif.

## Bilan de la saison
| Championnat du Tadjikistan de football 2017 |                               |
| Champion                                    | Istiqlol Douchanbé (6e titre) |
| Coupes et trophées                          |                               |
| Vainqueur de la Coupe du Tadjikistan 2017   | FK Khodjent                   |
| Qualifications continentales                |                               |
| Coupe de l'AFC 2018                         | Istiqlol Douchanbé            |
| Coupe de l'AFC 2018                         | FK Khodjent                   |
| Promotions et relégations                   |                               |
| Promus en Ligai Millii                      | Köktosh Rödaki                |
| Relégués en Pervaya Liga                    | Khosilot Farkhor              |